# Список переименованных населённых пунктов Воронежской области
В данном списке приведены населённые пункты, расположенные согласно современному административно-территориальному делению в Воронежской области России, название которых изменялось.

## А
- Анновка → Алейниково (сельский населённый пункт)[1]
- Аннинский (1701) → Анна (посёлок городского типа)[2]

## Б
- Павловская крепость (1698) → Борисоглебск (1704)[3]

## В
- Великий → Великоархангельское (сельский населённый пункт)[4]
- Сорокин → Селекционная Станция → ВНИИСС (посёлок сельского типа)[5]
- Волчье → Волчанское (сельский населённый пункт)[6]

## Г
- Панская Гвоздевка → Гвоздевка (сельский населённый пункт)[6]

## Д
- Самодуровка → Донской (сельский населённый пункт)[7]

## Ж
- Малая Приваловка → Желдаевка (сельский населённый пункт)[8]

## К
- Олень-Колодезянская → Колодезный (посёлок сельского типа)[9]
- Графская → Краснолесный (1928, посёлок)[10]
- Красное → Краснолипье (сельский населённый пункт)[10]

## Л
- Ковалевский → Лещаное (сельский населённый пункт)[11]
- Лиски → Свобода (1928) → Лиски (1943) → Георгиу-Деж (1965) → Лиски (1991)[12]
- Верхняя Гнилуша → Лозовая (сельский населённый пункт)[6]
- Луч → Безбожник → Луч (2009)[13]

## Н
- Кульма Колодезная → Нагорный (сельский населённый пункт)[6]

## П
- Осередская крепость → Павловск (1709)[14]
- Ширинки → Первомайский (сельский населённый пункт)[11]
- Прогореловка → Поддубный (сельский населённый пункт)[6]
- Нижняя Гнилуша → Приречье (сельский населённый пункт)[6]
- Лягушевка → Прудовый (сельский населённый пункт)[6]

## С
- Гадючье → Свобода (сельский населённый пункт)[15]
- Гнилуша → Серебрянка (сельский населённый пункт)[6]
- Собацкое → Советское (сельский населённый пункт)[7]

## Т
- Ямки → Трудолюбово → Тимирязево (сельский населённый пункт)
- Голопузовка → Тимирязево (сельский населённый пункт)[6]
- Медвежья Поляна → Труд (сельский населённый пункт)[16]

## Ч
- Деминский → Чапаевское (посёлок сельского типа)[17]

## Ш
- Голая → Шевченково (сельский населённый пункт)[6]

## Источник
- Г. П. Смолицкая. Топонимический словарь Центральной России. — Москва: Армада-пресс, 2002. — 416 с.
- Е. М. Поспелов. Имена городов: вчера и сегодня (1917—1992): Топонимический словарь. — Москва: Русские словари, 1993. — 249 с.